# Syntheta insignata
Syntheta insignata là một loài bướm đêm trong họ Noctuidae.